# Gustavo Ehlers
Gustavo Ehlers (Gustavo Arturo Germán Ehlers Tröstel; * 23. Juni 1925 in Santiago de Chile; † 8. Juli 2017 in Santiago de Chile) war ein chilenischer Sprinter, der sich auf den 400-Meter-Lauf spezialisiert hatte.
1947 siegte er bei den Leichtathletik-Südamerikameisterschaften in Rio de Janeiro. Im darauffolgenden Jahr schied er bei den Olympischen Spielen in London im Einzelbewerb und in der 4-mal-400-Meter-Staffel im Vorlauf aus. 1949 in Lima wurde er erneut Südamerikameister.
1951 wurde er bei den Panamerikanischen Spielen in Buenos Aires Sechster im Einzelbewerb und gewann Silber mit der chilenischen 4-mal-400-Meter-Stafette.
Im Jahr darauf verteidigte er bei den Südamerikameisterschaften 1952 in Buenos Aires seinen Titel über 400 m und gewann Bronze über 200 m.
Seine persönliche Bestzeit über 400 m von 47,9 s stellte er 1951 auf.